# AMVJ (basketbal)
AMVJ is een Nederlands basketbalvereniging uit Amsterdam. Basketbal werd in 1928 bij AMVJ geïntroduceerd en in 1930 werd de basketbalafdeling officieel opgericht. AMVJ noemt zichzelf daarmee "de eerste Nederlandse basketballclub". De eerste bondscoach van het Nederlands team, Dick Schmüll, was de eerste trainer. In 1938 begon AMVJ in de Amsterdamse competitie om later in landelijke competities te spelen.
Het eerste herenteam behaalde in 1949, 1951 en 1955 het landskampioenschap. Het vrouwenteam werd landskampioen in 1961, 1965, 1967, 1968 en 1970. Het eerste herenteam betrad in 1966 de Eredivisie maar bleef daar slechts één seizoen. 

## Erelijst
| Competitie                         | Winnaar | Winnaar          | Runner-up | Runner-up         |
| Competitie                         | Aantal  | Jaren            | Aantal    | Jaren             |
| ---------------------------------- | ------- | ---------------- | --------- | ----------------- |
| Nationaal                          |         |                  |           |                   |
| Nederlands kampioenschap basketbal | 3×      | 1949, 1951, 1955 |           |                   |
| Eerste divisie                     |         |                  | 1×        | 1961, 1965, 1999, |